# Hamish Daniel
Hamish St. Clair Daniel (* 1953) ist ein britischer Diplomat.

## Werdegang
Hamish arbeitete insgesamt in neun verschiedenen Ländern in zehn verschiedenen Ämtern für den britischen Auswärtigen Dienst. An der britischen Botschaft im Sudan war er zweiter Sekretär. Auf seinem Posten im Jemen lernte er seine zukünftige Frau kennen, die Australierin Heather Bull, die dort ein Hilfsprogramm des britischen Konsulates für somalische Flüchtlinge führte.
In der Zeit des Zusammenbruchs der indonesischen Diktatur unter Suharto 1998 war Daniel erster Sekretär der britischen Botschaft in Jakarta. Das bis 1999 von Indonesien besetzte Osttimor wurde am 20. Mai 2002 in die Unabhängigkeit entlassen und das Büro des Vereinigten Königreichs in der Landeshauptstadt Dili zur Botschaft aufgewertet. Daniel wurde zum ersten britischen Botschafter für das neue Land. 2003 wurde er hier von Tina Redshaw abgelöst.
Von 2004 bis 2008 war Daniel der stellvertretende britische Hochkommissar in Karatschi und Direktor für Handel und Investment in Pakistan. Nach dem Ende seiner Dienstzeit ging er in den Ruhestand und in das Heimatland seiner Ehefrau, wo sich das Ehepaar nun auf einer Ranch der Rinderzucht widmete. Am 26. Januar 2012 erhielt Daniel die australische Staatsbürgerschaft.

## Auszeichnungen
- Member des Order of the British Empire (1992)[9]
- Officer des Order of the British Empire (2004).[10]
- Companion des Order of St Michael and St George[1]